# Congrier
 Congrier  là một xã thuộc tỉnh Mayenne trong vùng Pays de la Loire tây bắc nước Pháp. Xã này nằm ở khu vực có độ cao trung bình 82 mét trên mực nước biển.
Sông Semnon bắt nguồn từ xã này. Dân số năm 2006 là 955 người.